# Å i Lofoten

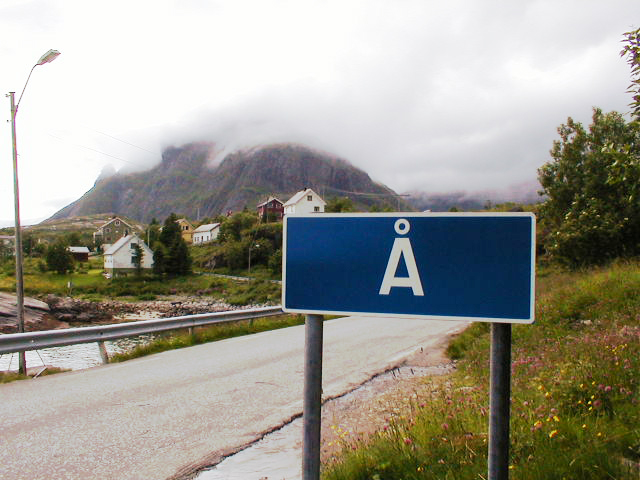
Ortsschild von Å

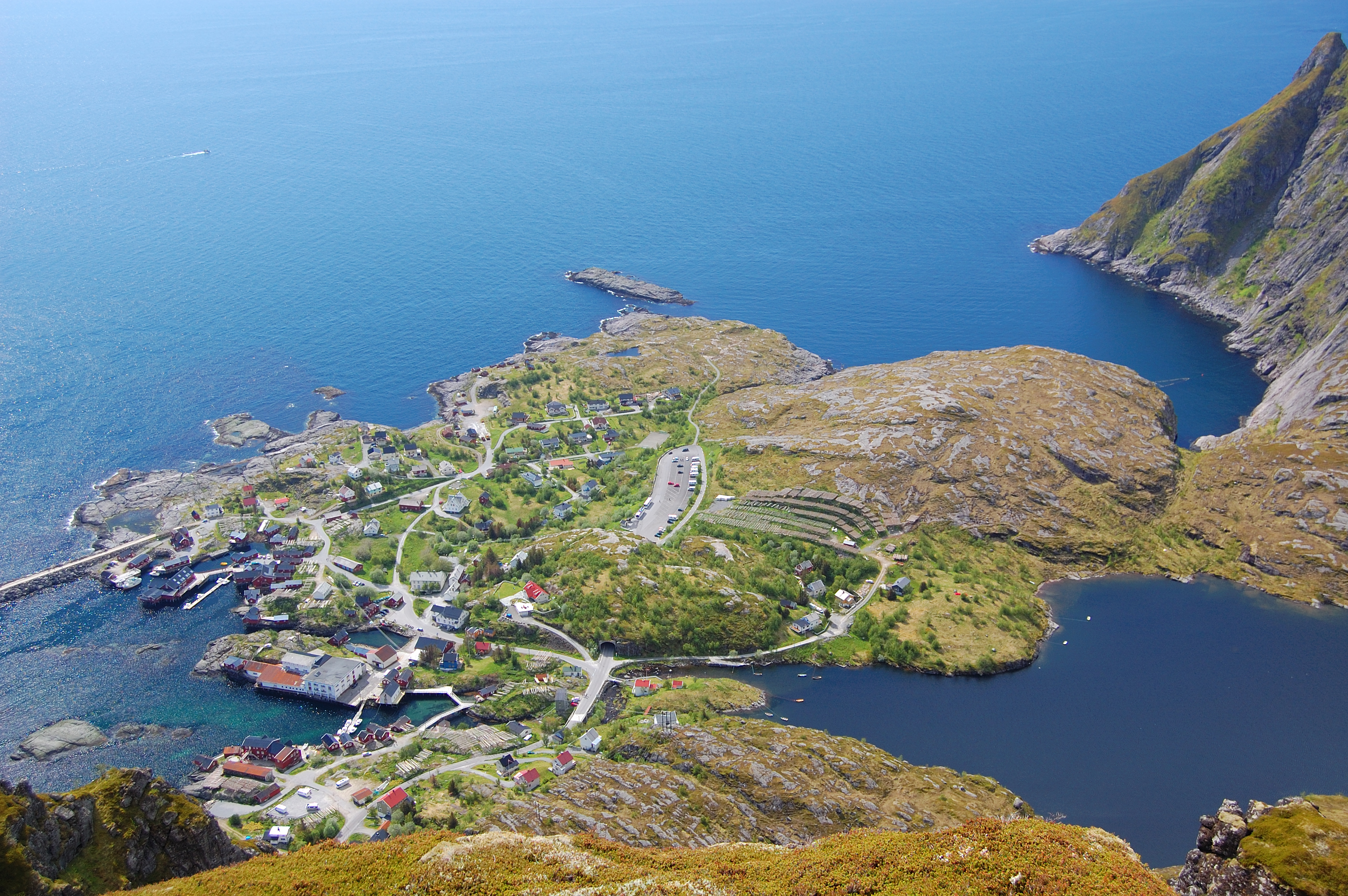
Å im Juni 2009

Å i Lofoten oder kurz Å [ɔː] ist ein Ort mit rund 100 Einwohnern in der Region Lofoten in Norwegen, an der Ostseite der Insel Moskenesøy. Der Name, etymologisch verwandt mit Aa, Ache und lateinisch aqua, bedeutet so viel wie Bach.
Erreichbar ist Å über das Meer mit einer Fähre von Bodø nach Moskenes und über den Landweg über den im Jahre 1992 eröffneten Kong Olafvs veg über Sørvågen.
Der größte Teil des Ortes und auch der Süßwassersee gehört der Familie Johan B. Larsen und deren Nachkommen.
Die Stadt lebt heute hauptsächlich vom Tourismus in den Sommermonaten. Die zwei dort ansässigen Museen stellen einen wichtigen Beitrag zur Darstellung der Kultur in Lofoten dar. Å ist vorwiegend ein Fischerdorfmuseum und besteht aus 23 Gebäuden, die 150 Jahre alt sind und sich noch an ihrem alten Platz befinden. Dazu gehören einige Rorbuer, Bootshäuser, eine Schmiede und eine Bäckerei sowie eine Trankocherei.
In Å befindet sich heute das Norwegische Fischereimuseum und das Stockfisch-Museum, in dem die tausendjährige Geschichte der Handelsware Stockfisch erläutert wird. Nicht nur die richtige Trocknung des Stockfisches wird erklärt, auch die 18 Güteklassen und die Qualitätsansprüche an den Fisch werden erläutert. Auch heute noch sind im Sommer im Ort die Trocknungsgestelle für den Stockfisch – die Tørrfiskgestelle – zu finden, dessen Hauptabnehmer die Johan B. Larsen A/S aus Sørvågen ist.
Vor allem für Touristen ist die Wanderung auf der Westseite der Insel zum Ort Stokkvika interessant. Im Ort befindet sich – als Teil des Fischerdorfmuseums – eine Jugendherberge (Vandrerhjem).
In Å ist das Ende der Europastraße 10.